# Туфури
Туфури су мразне травне хумке настале замрзавањем влаге у тлу у комплексу специфичних услова (хладна клима са честим флуктуацијама температуре испод и изнад 0C, редовно и повећано снабдевање влагом, одговарајући геолошки састав, дебљи педолошки покривач са травном вегетацијом).

## Дефиниција
Полазећи од дефиниције земљишта као средине у којој се одвијају процеси замрзавања и одмрзавања, да је то хетерогени, дисперзни систем у чији састав улазе сва три агрегатна стања: чврсто, које представља минерални скелет (дробина, примарни и секундарни минерали, биљни и животињски остаци), течно, које обухвата воду у земљишту представљену растворима у облику колоида, молекула и јона и гасовито, које чини ваздух, углавном састављен од азота, кисеоника и водене паре, посебно треба нагласити да је оно шупљикаво, порозно тело, испресецано у свим правцима великим бројем различитих по облику и величини и међусобно повезаних међупростора којима се врши траспорт влаге и гасова. Највећи део влаге у тлу везан је за чврсте честице (везана вода) у виду опне или мембране, састављене од више стотина слојева молекула воде, повезане адхезионо-абсорпционим силама које условљавају механичка својста блиска чврстом телу, па се и замрзавање одвија при нижим температурама од 00C .

## Механизми
Главни механизми кретања влаге при замрзавању су кристализационо-опнасти и вакуумско-филтрациони. Кристализационо-опнасти механизам миграције влаге заснован је на механизму кристализационих сила (способност нарастајућих кристала да привлаче воду из незамрзнутих делова) и мембранском механизму (градијент влажности, формиран на граници замрзнутог и незамрзнутог слоја земљишта узрокује миграцију влаге ка фронту замрзавања – од честица са дебљим опнама везане влаге ка честицама са тањим опнама). Вакуумско-филтарциони механизам нарочито делује у условима вишекратног замрзавања и одмрзавања. Тако, приликом крављења (лед се претвара у воду) смањује се запремина и ствара се вакуум ка којем започиње филтрација воде из незамрзнутих делова. Следече замрзавање фиксира пристиглу воду, што при вишекратном понављању доводи до формирања сочива и прослојака леда. Уколико су услови влажења повољни, обезбеђен је неограничен раст ледених тела. Граничне зоне оваквих ледених тела су представљене мрежом ледних језичака који се као игле уклињавају међу честице тла. У одређеним условима такав лед-цемент се образује само у порама и пукотинама тла, без нарушавања првобитног положаја честица тла, али је чешћи случај да лед не само да испуњава поре у потпуности, већ им и повећава димензије, разарајући првобитну структуру тла. Такав механизам образовања ледених тела у тлу и његовог издизања или надимања познат је као с егрегациони, за разлику од ињекционог, где је раст леда условљен дотицањем подземне воде.

## Распрострањеност
Туфури се јављају на широким, заравњеним преседлинама, по благо нагнутим странама увале, врло су честе и по самом пространом дну увале, увек везане за дебљи педолошки слој и компактни травни покривач. На једном су месту омањи, густо начичкани, већ на следећем кораку разореног темена, мало даље међусобно збијени и готово срасли. Велика морфолошка разноврсност на малом простору је у почетку збуњивала, али нам је и помогла да реконструишемо све еволутивне фазе. Издвојене су две велике групе туфура, једни свежег изгледа, очувани и нешто мањих димензија, други старији, са разореним теменом. Први су названи млади, други разорени.
На Проклетијама су туфури доста чести и срећу се како по затвореним крашким депресијама (Жљеб, Русолија, Хајла, Неџинат, Лумбардска планина, Сјекирица, Мокра планина), тако и на високим превојима и површима (Русолија, Копривник, Хајла, Велика Подина, Богичевица) и у цирковима у извориштима река (Јеленак Бјелухе, Рашки до Дечанске Бистрице, извориште Кожњарске Бистрице, извориште Ереника, Бабино Поље, Волушница). Најдетаљније су проучени и описани на Русолији.Читава је високопланинска област Русолије (2382 m) састављена од кречњака и током морфолошке еволуције знатно модификована серијом високих флувио-денудационих површи (2350 m, 2200 m), а током последњег леденог доба била је покривена платоским ледником крашког типа. То је територија бора кривуља (Pinus mugo), али је он у великој мери искрчен за потребе интензивног сезонског пашарења, које је последњих деценија у одумирању и његови захтеви за средњом го температуром су око 2.5 до 10C, а на откривеним планинским рудинама 2 до -1.30C .Планинске рудине на карбонатима нашле су свој оптимум изнад горње шумске границе и у мозаику са бором кривуљем. Припадају реду Crepidetalia dinaricae Lakušić 64 са типичним асоцијацијама Carici-Crepidetum dinaricae, Gentiano-Dryadetum octopetalae и Carici laevis-Helianthemetum alpestris (F. Rexhepi, 1988). Средње годишње температуре на стаништима асоцијација овог екосистема варирају око 00C и како је то сликовито представио Р. Лакушић са сарадницима (1987) врсте из ових биоценоза можемо узгајати у фрижидеру.